# 즈메이노고르스크

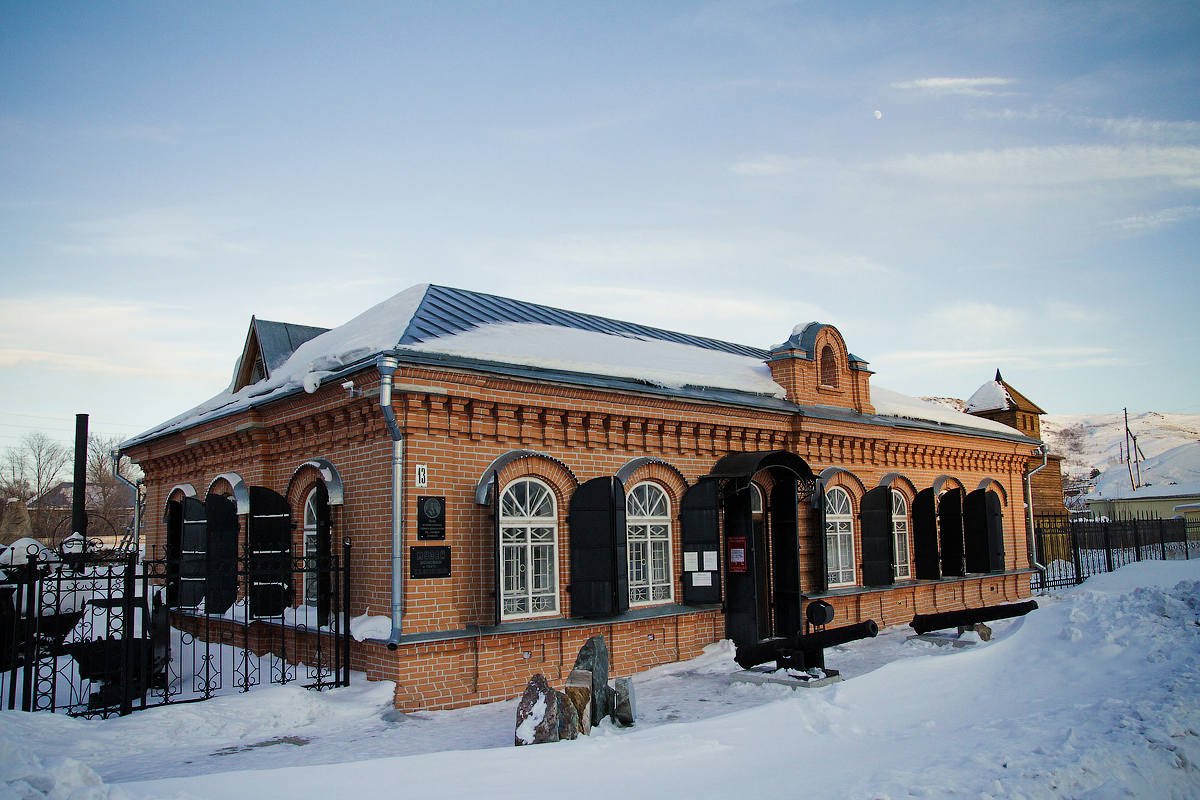
즈메이노고르스크

즈메이노고르스크(러시아어: Змеиного́рск)는 러시아 알타이 지방에 위치한 도시로 인구는 10,955명(2010년 기준)이다. 1736년에 신설되었으며 1952년에 도시 지위를 부여받았다.